# Rhizedra pilicornis
Rhizedra pilicornis là một loài bướm đêm trong họ Noctuidae.